# Le Convoi maudit
Pour plus de détails, voir Fiche technique et Distribution.
Le Convoi maudit (The Outriders) est un western américain réalisé par Roy Rowland, sorti en 1950

## Synopsis
Alors que la Guerre de Sécession touche à sa fin, les soldats prisonniers sudistes Will Owen, Jess Wallace et Clint Priest s'évadent à l’occasion d'une baignade collective en tuant de sang-froid un jeune soldat nordiste. Un chef de bande et sympathisant confédéré, Keeley, les recrute pour infiltrer un convoi commandé par Don Chaves qui transporte un million de dollars en lingots d'or, camouflé sous des peaux de bêtes. L'objectif étant de le piller à l'arrivée en massacrant les civils.
Les hommes y voient une chance d'aider le Sud en plus de profiter de la prime offerte. Don Chaves se méfie d'eux, mais leur permet de rester sur leur piste accompagnant les chariots mais restant à 200 mètres des autres. Les Apaches attaquent et les trois hommes les repoussent, gagnant la confiance de Don Chaves
La belle veuve Jen Gort attire l'intérêt de Will et Jess. Jen escorte l'adolescent Roy, son jeune beau-frère, qui est impatient de prouver son courage aux hommes plus âgés en combattant les Indiens à leurs côtés. Le garçon finit par provoquer par peur panique une fuite des chevaux, puis se noie en tentant de traverser une rivière en furie.
Will apprend que la guerre est terminé. Pour cette raison, en plus de son attirance envers Jen et de son respect pour Don Chaves, le vol n'intéresse plus Will, tandis que Jess, au contraire, est déterminé à aller jusqu'au bout? pour que Keeley et lui se partagent le magot. Will maîtrise Jess et le ligote. Une bataille rangée éclate près du point d'arrivée entre les partisans de Keeley et les hommes du convoi. Keeley tente une médiation mais ses intentions n’étant pas claires, il est abattu par Chaves. Jess parvient à s'échapper par traîtrise et rejoint les hommes de Keeley. De nuit, Will tente une diversion et prend les hommes de Keeley en tenaille : ceux-ci sont décimés ou en fuite, à l'exception de Jess que Will abat. Le film se termine par l'image de Will et de Jen, allant l'un vers l'autre.

## Fiche technique
- Réalisation : Roy Rowland
- Scénario : Irving Ravetch
- Décors : Edwin B. Willis
- Costumes : Walter Plunkett
- Photographie : Charles Edgar Schoenbaum
- Montage : Robert Kern
- Musique : André Previn
- Société de production et de distribution : Metro Goldwyn Mayer
- Pays de production :  États-Unis
- Langue : anglais
- Format : Couleur (Technicolor) - 1.37:1 - Mono - 35 mm
- Genre : Western
- Durée : 93 minutes
- Dates de sortie : 
  - États-Unis : 1er mars 1950
  - France : 29 juin 1951
- Affiche : Enzo Nistri (Italie)

## Distribution
- Joel McCrea : Will Owen
- Arlene Dahl : Jen Gort
- Barry Sullivan : Jesse Wallace
- James Whitmore : Clint Priest
- Ted de Corsia : Bye
- Claude Jarman Jr. : Roy Gort
- Ramon Novarro : Don Antonio Chaves
- Jeff Corey : Keeley
- Martin Garralaga : le père Damasco
- Russell Simpson : le fermier (non crédité)
- Dorothy Adams : la femme du fermier (non créditée)
- William Phipps : le jeune garde tué lors de l'évasion (non crédité)